# Андла
Андла́ (фр. Andelat, окс. Andelac) — коммуна во Франции, находится в регионе Овернь. Департамент — Канталь. Входит в состав кантона Сен-Флур-Нор. Округ коммуны — Сен-Флур.
Код INSEE коммуны — 15004.
Коммуна расположена приблизительно в 430 км к югу от Парижа, в 85 км южнее Клермон-Феррана, в 55 км к востоку от Орийака.

## Население
Население коммуны на 2010 год составляло 440 человек.
| 1962 | 1968 | 1975 | 1982 | 1990 | 1999 | 2008 | 2010 |
| ---- | ---- | ---- | ---- | ---- | ---- | ---- | ---- |
| 334  | 343  | 304  | 325  | 350  | 335  | 423  | 440  |

## Администрация
| Период | Период | Фамилия        | Партия | Примечания |
| ------ | ------ | -------------- | ------ | ---------- |
| 2001   | 2008   | Марк Белло     |        |            |
| 2008   |        | Даниель Мираль |        |            |

## Экономика

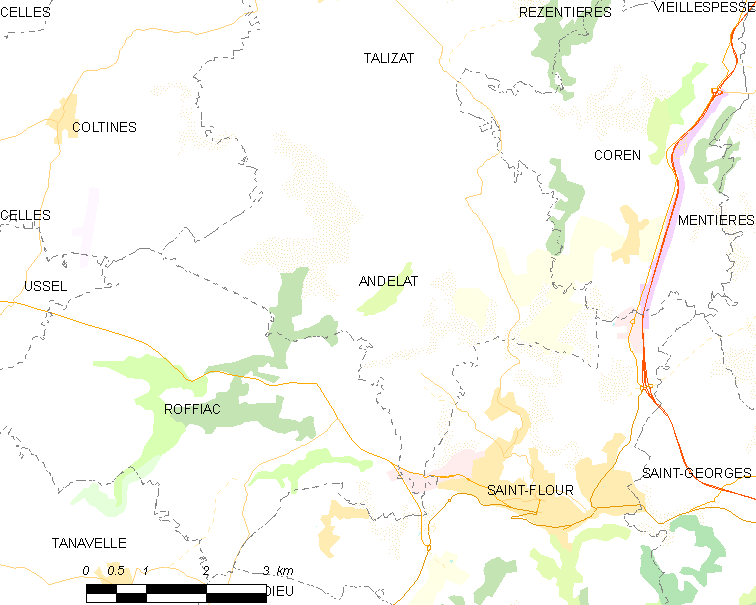
Карта коммуны

В 2007 году среди 270 человек в трудоспособном возрасте (15—64 лет) 218 были экономически активными, 52 — неактивными (показатель активности — 80,7 %, в 1999 году было 74,5 %). Из 218 активных работали 211 человек (108 мужчин и 103 женщины), безработных было 7 (3 мужчин и 4 женщины). Среди 52 неактивных 12 человек были учениками или студентами, 28 — пенсионерами, 12 были неактивными по другим причинам.

## Достопримечательности
- Церковь Сен-Сирг (XII—XIII века). Памятник истории с 1969 года[3]
- Придорожный крест с изображением Скорбящей Богоматери (XVI век). Памятник истории с 1971 года[4]
- Сайан — старинный каменный замок